# Sandro Ricci
Pour les articles homonymes, voir Ricci.
Sandro Meira Ricci, né le 19 novembre 1974 à Poços de Caldas, est un arbitre brésilien de football, qui officie depuis 2007. Il est international depuis 2011.

## Carrière
Il a officié dans des compétitions majeures :
- Coupe du monde de football des moins de 20 ans 2013 (4 matchs)
- Coupe du monde des clubs de la FIFA 2013 (2 matchs dont la finale)
- Coupe du monde de football 2014
- Coupe du monde de football 2018